# Giro d'Italia de 1913
Giro d'Italia de 1913 foi a quinta edição da prova ciclística Giro d'Italia (Corsa Rosa), realizada entre os dias 6 de maio e 22 de maio de 1913.
A competição foi realizada em 9 etapas com um total de 2.932 km.
O vencedor foi o ciclista Carlo Oriani.